# Athyrium subimbricatum
Athyrium subimbricatum är en majbräkenväxtart som beskrevs av Takenoshin Nakai. Athyrium subimbricatum ingår i släktet Athyrium och familjen Athyriaceae. Inga underarter finns listade.